# Arre (Gard)
Arre ist eine französische Gemeinde des Départements Gard in der Region Okzitanien. Administrativ ist sie dem Arrondissement Le Vigan zugeteilt.

## Geographie
Das Dorf mit 258 Einwohnern (Stand 1. Januar 2022) liegt 88 Kilometer westnordwestlich von Nîmes in einem waldreichen Gebiet am Südrand der Cevennen, nahe dem Mont Aigoual im Tal des Flusses Arre, dem die Gemeinde ihren Namen verdankt. Arre wird von der Départementsstraße D999 bedient, welche Alzon mit Le Vigan verbindet.

## Geschichte

### Wirtschaft
Das Familienunternehmen Bas Lys, das von Monsieur Brun d’Arre gegründet wurde, beschäftigte 1890 fast 1100 Arbeiter und Arbeiterinnen. Es wurden vorwiegend Damenstrümpfe produziert, die unter der Marke LYS (dt. „Lilie“) verkauft wurden. Dabei handelt es sich um einen der ersten künstlichen Markennamen, der nicht vom Namen des Herstellers abgeleitet war. Die Familien der Angestellten kamen in Genuss von Firmenvergünstigungen wie subventionierte Wohnungen, Schrebergärten, Kantine, Bibliothek und mehr.
Camille Chante war eigentlich Apotheker in Le Vigan aber auch ein lokaler Schriftsteller. Er schrieb 1933 in seinem Buch Le Vigan et ses environs – Un coin des Cévennes über die Fabrik Brun:

„Diese wichtige Manufaktur ist die älteste der Region und geht bis auf das Jahr 1740 zurück. Seit Generationen wird der Betrieb vom Vater zum Sohn weitergereicht, immer mit demselben doppelten Ziel vor den Augen: das Gedeihen des Betriebes zu bewahren und den Wohlstand der Region zu erhalten.“

### Wappen
Blasonierung: In Grün ein silberner Wehrturm, heraldisch links daran anschließend ein Mauerstück derselben Farbe. Das Gesamte schwarz gemauert.

### Bevölkerungsentwicklung
Das Dorf hatte früher mehr Einwohner. Während des Zweiten Weltkriegs waren es noch um 450, wobei fast alle Erwerbstätigen für die Firma Bas Lys arbeiteten.
| Jahr      | 1962 | 1968 | 1975 | 1982 | 1990 | 1999 | 2009 | 2017 |
| --------- | ---- | ---- | ---- | ---- | ---- | ---- | ---- | ---- |
| Einwohner | 356  | 388  | 315  | 320  | 296  | 283  | 288  | 287  |

## Sehenswürdigkeiten
- Die Kirche Saint-Blaise
- Die alte Steinbrücke (Vieux Pont)

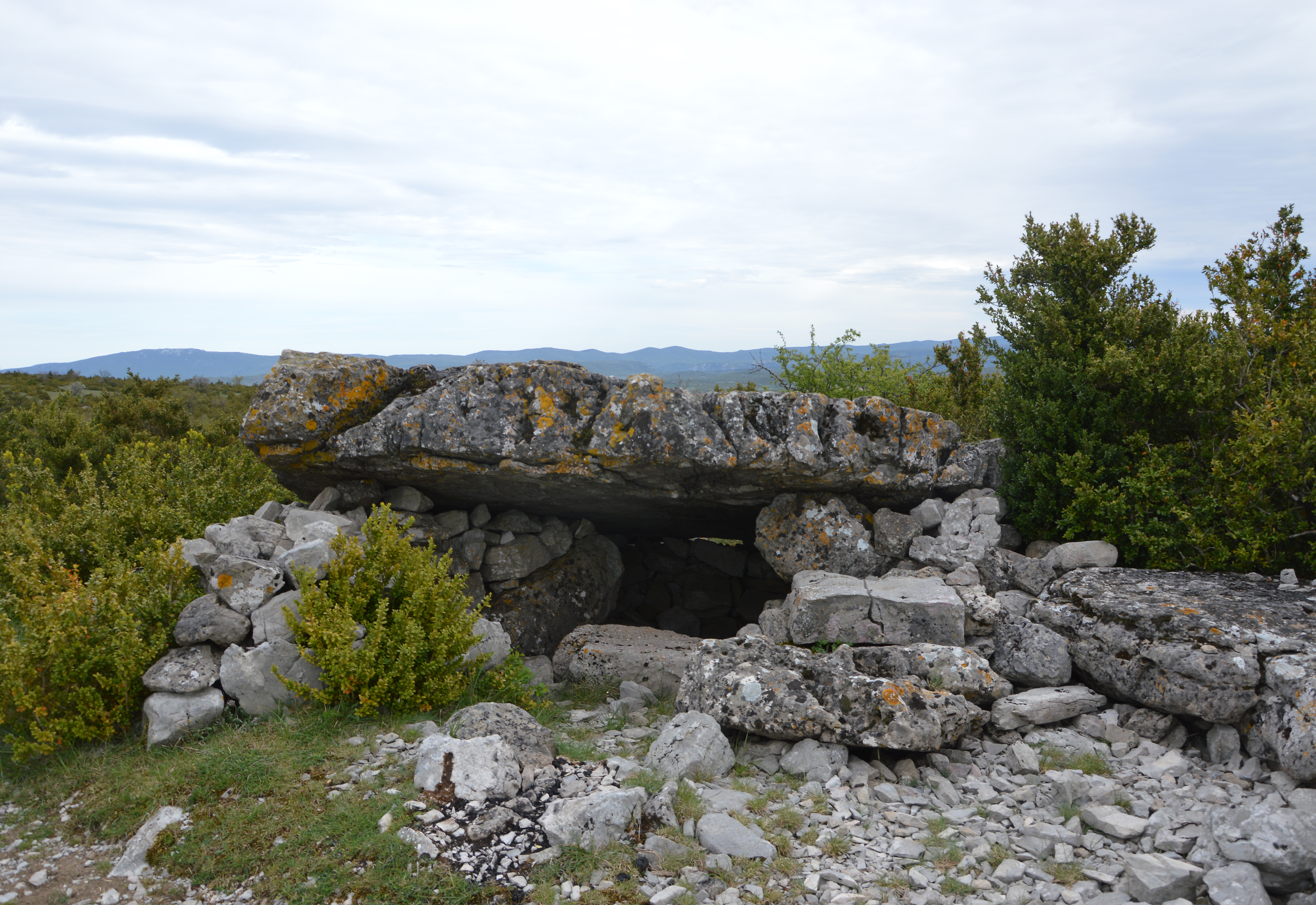
Dolmen du Serre de La Tune

- Das Schloss Château d’Arre wurde während der Französischen Revolution geplündert und in Brand gesetzt.
- Das Herrenhaus der Unternehmerfamilie Brun (Château des Usines Brun d’Arre)
- Die ehemaligen Werksgebäude der alten Strumpffabrik und Färberei
- Das alte Waisenhaus